# Festa del Redentore

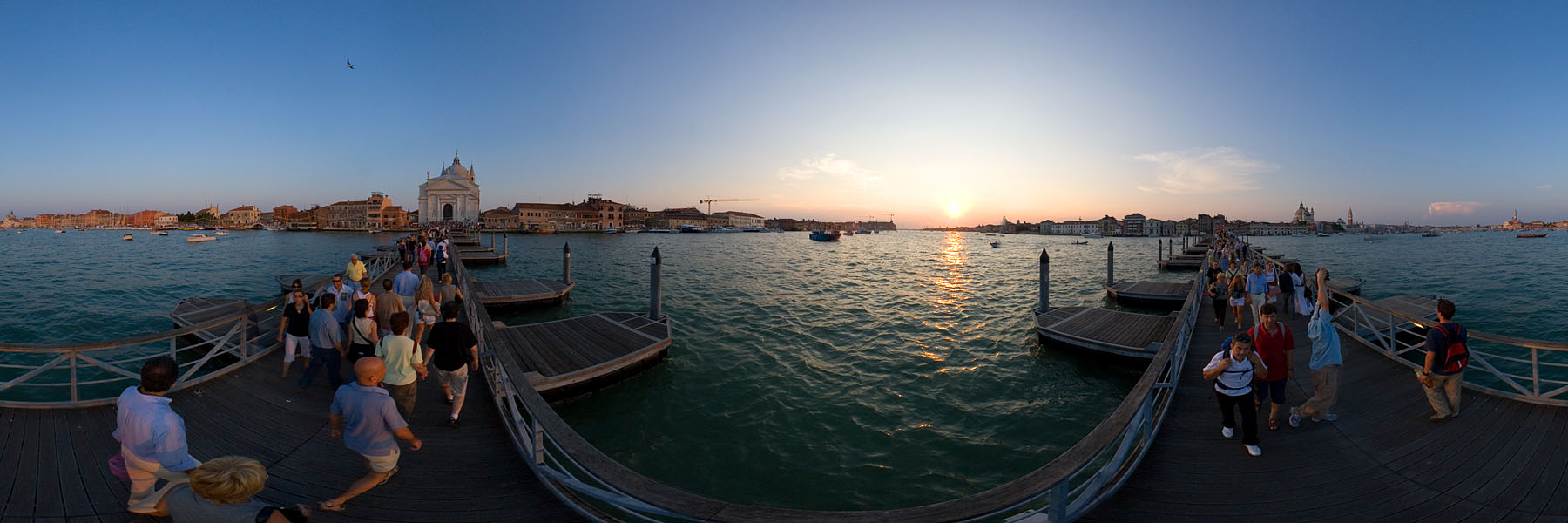
Het festival vanaf een pontonbrug

Het Festa del Redentore is een evenement op de derde zondag van juli in Venetië ter herinnering aan de pestepidemie van 1577.
Er is een groot vuurwerk en er zijn versierde gondels op de kanalen van Venetië. Er is een ponton van Zattere in de wijk Dorsoduro naar het eiland Giudecca om bij de kerk de Il Redentore te komen.
Op zaterdagavond voor het vuurwerk gaat men met vrienden per boot eten en drinken in het Canalle della Giudecca.